# Sprężyna uderzeniowa

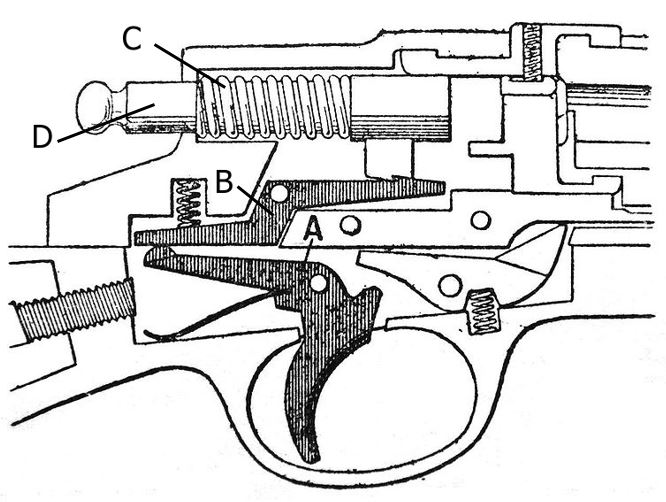
Sprężyna uderzeniowa (oznaczona literą C)

Sprężyna uderzeniowa – wchodząca w skład mechanizmu uderzeniowego sprężyna, która magazynuje energię konieczną do zbicia spłonki. Napięta sprężyna uderzeniowa po zwolnieniu spustu napędza bijnik (w takim przypadku nazywana jest sprężyną bijnika) lub kurek (sprężyna kurka) uderzające w iglicę, ewentualnie działa bezpośrednio na iglicę (sprężyna iglicy).
Sprężyna uderzeniowa może być napinana ręcznie poprzez odciągnięcie kurka lub bijnika, albo automatycznie podczas ściągania spustu (mechanizm spustowy podwójnego działania), lub przeładowywania broni. W przypadkach kiedy rolę bijnika pełni występ zamka lub suwadła rolę sprężyny uderzeniowej pełni sprężyna powrotna, nazywana w takich przypadkach sprężyną powrotno-uderzeniową.

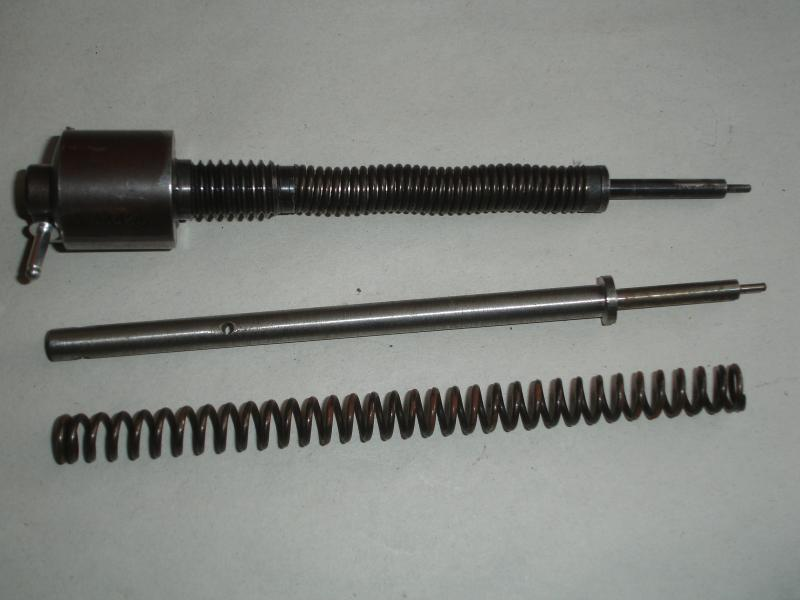
Mechanizm uderzeniowy karabinu powtarzalnego ze sprężyną uderzeniową
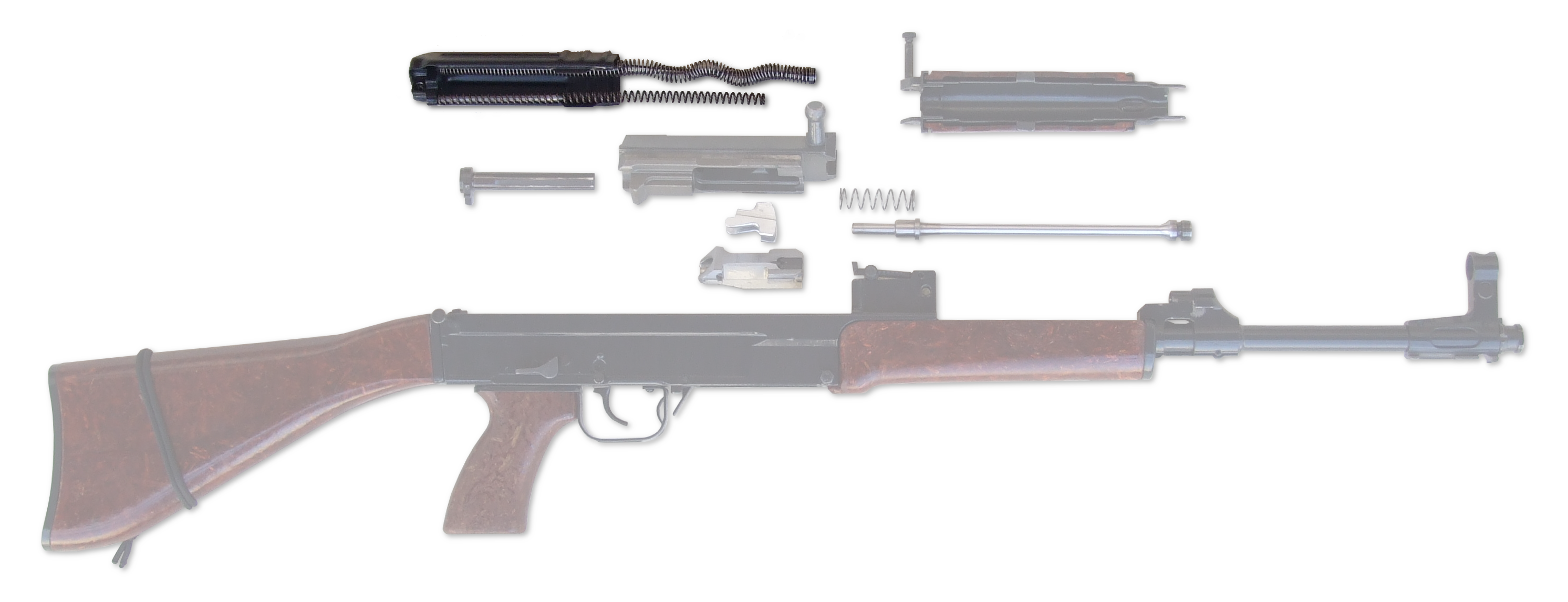
Sprężyny powrotne karabinu automatycznego pełniące równocześnie funkcję sprężyn uderzeniowych